# Campionati nordici di lotta
I Campionati nordici di lotta sono una competizione sportiva annuale dei Paesi nordici e baltici, sotto l'egida della Federazione internazionale delle lotte associate (UWW). Le edizioni prevedono lo svolgimento delle specialità della lotta greco-romana maschile e della lotta libera maschile e femminile.
L'evento si svolge con cadenza annuale.

## Storia
La Federazione nordica della lotta è stata fondata il 1º dicembre 1917 e il primo campionato di lotta greco-romana si è tenuto nel 1918. La competizione non attirò molta attenzione, quindi il torneo venne stato sospeso nel 1925.
La collaborazione riprese nel 1962 e l'anno successivo si tennero nuovamente i Campionati nordici di lotta greco-romana. L'anno successivo, per la prima volta, si sono svolti i campionati nordici per i giovani lottatori, nella lotta greco-romana.
Nel 1993 hanno aderito alla federazione i paesi baltici. L'estone Valeri Nikitin dall'Estonia ha vinto la prima medaglia d'oro per i paesi baltici al campionato di Herning 1993.

## Paesi partecipanti
I Paesi partecipanti ai Campionati nordici sono 8. 
- Danimarca
- Estonia
- Finlandia
- Islanda
- Lettonia
- Lituania
- Norvegia
- Svezia

## Edizioni
| Anno | Nazione   | Luogo            |
| ---- | --------- | ---------------- |
| 1918 | Norvegia  | Kristiana        |
| 1919 | Danimarca | Copenaghen       |
| 1920 | Svezia    | Stoccolma        |
| 1921 | Finlandia | Helsinki         |
| 1923 | Norvegia  | Kristiana        |
| 1925 | Danimarca | Copenaghen       |
| 1963 | Norvegia  | Oslo             |
| 1965 | Finlandia | Oulu             |
| 1966 | Svezia    | Lycksele         |
| 1967 | Danimarca | Nykøbing Falster |
| 1968 | Norvegia  | Oslo             |
| 1969 | Finlandia | Joensuu          |
| 1970 | Svezia    | Sundsvall        |
| 1971 | Danimarca | Sønderborg       |
| 1972 | Norvegia  | Oslo             |
| 1973 | Finlandia | Jyväskylä        |
| 1974 | Svezia    | Trelleborg       |
| 1975 | Danimarca | Frederiksværk    |
| 1976 | Norvegia  | Notodden         |
| 1977 | Finlandia | Kotka            |
| 1978 | Svezia    | Haparanda        |
| 1979 | Danimarca | Randers          |
| 1980 | Norvegia  | Narvik           |
| 1981 | Finlandia | Pyhäjärvi        |
| 1982 | Svezia    | Göteborg         |
| 1983 | Danimarca | Næstved          |
| 1984 | Norvegia  | Tønsberg         |
| 1985 | Finlandia | Tampere          |
| 1986 | Svezia    | Varberg          |
| 1987 | Danimarca | Sønderborg       |
| 1988 | Norvegia  | Fredrikstad      |
| 1989 | Finlandia | Ylivieska        |
| 1990 | Svezia    | Tranås           |
| 1991 | Svezia    | Varberg          |
| 1993 | Danimarca | Herning          |
| 1994 | Estonia   | Tallinn          |
| 1996 | Norvegia  | Notodden         |
| 1998 | Finlandia | Vaajakoski       |
| 2000 | Svezia    | Malmö            |
| 2002 | Danimarca | Herning          |
| 2003 | Svezia    | Eslöv            |
| 2005 | Norvegia  | Narvik           |
| 2006 | Finlandia | Tampere          |
| 2007 | Estonia   | Tallinn          |
| 2008 | Norvegia  | Kolbotn          |
| 2009 | Svezia    | Oskarshamn       |
| 2010 | Danimarca | Nykøbing Falster |
| 2011 | Estonia   | Tallinn          |
| 2012 | Danimarca | Aarhus           |
| 2013 | Svezia    | Eslöv            |
| 2014 | Finlandia | Turku            |
| 2015 | Norvegia  | Bodø             |
| 2016 | Estonia   | Tallinn          |
| 2017 | Lituania  | Panevėžys        |
| 2018 | Svezia    | Västerås         |
| 2019 | Norvegia  | Kristiansund     |
| 2021 | Danimarca | Herning          |

## Medagliere
Aggiornato dal 1979 al 2022
| Posiz. | Nazione   | Oro | Argento | Bronzo | Totale |
| ------ | --------- | --- | ------- | ------ | ------ |
| 1      | Svezia    | 127 | 97      | 72     | 280    |
| 2      | Finlandia | 96  | 124     | 75     | 305    |
| 3      | Norvegia  | 70  | 69      | 80     | 219    |
| 4      | Danimarca | 21  | 25      | 44     | 90     |
| 5      | Estonia   | 19  | 34      | 28     | 81     |
| 6      | Lituania  | 8   | 5       | 13     | 26     |
| 7      | Lettonia  | 6   | 9       | 18     | 22     |
| 8      | Islanda   | 0   | 0       | 0      | 0      |
| Totale | Totale    | 365 | 363     | 319    | 1067   |